# Joachim Trier
Joachim Trier (* 1. března 1974 Kodaň, Dánsko) je norský režisér dánského původu, známý především filmy Oslo, 31. srpna, Hlasitější než bomby, Thelma a Nejhorší člověk na světě. Za posledně jmenovaný film byl na 94. ročníku udílení Oscarů nominován na cenu za nejlepší původní scénář a cenu za nejlepší cizojazyčný film.

## Životopis
Narodil se v Dánsku norským rodičům a vyrůstal v norském Oslu. Jeho otec Jacob Trier byl zvukařem norského filmu Flåklypa Grand Prix z roku 1975. Jeho dědeček byl Erik Løchen, v letech 1981–1983 umělecký ředitel Norsk Film a také filmař a scenárista známý experimentálními díly, jako je jeho film Motforestilling z roku 1972, který byl unikátně konstruován tak, že jeho pět cívek mohlo být promítáno v libovolném pořadí, čímž vzniklo 120 možných verzí příběhu o filmovém štábu, který se snaží natočit politický film. Během dospívání se stal šampionem ve skateboarding, začal natáčet a produkovat svá vlastní skateboardová videa. Studoval na Evropské filmové škole v dánském Ebeltoftu a na National Film & Television School ve Velké Británii.
Jeho režijní debut Repríza sleduje příběh dvou začínajících spisovatelů a jejich nestálého vztahu. Film byl uveden společností Miramax v roce 2006 a získal nejvyšší norské filmové ceny Amandaprisen a Aamot-statuetten. Na mezinárodním poli získal ceny na filmových festivalech v Torontu, Istanbulu, Rotterdamu, Miláně a Karlových Varech.
V roce 2007 byl časopisem Variety jmenován jedním z 10 režisérů, které je třeba sledovat. Jeho film Oslo, 31. srpna měl premiéru v sekci Un certain regard na filmovém festivalu v Cannes v roce 2011 a je považován za adaptaci filmu Bludička režiséra Louise Malleho. Trierův film získal uznání kritiky, ocenění a byl zařazen do několika žebříčků Top 10 filmů roku 2012. Na filmovém festivalu v Cannes v roce 2014 byl režisér jmenován jedním z porotců sekce Cinéfondation a sekce krátkých filmů. V roce 2015 natočil anglicky mluvený film Hlasitější než bomby s Jessem Eisenbergem, Gabrielem Byrnem a Isabelle Huppert v hlavních rolích. Snímek byl vybrán do soutěže o Zlatou palmu na filmovém festivalu v Cannes v roce 2015 a byl všeobecně dobře přijat. Jeho čtvrtý celovečerní film, mysteriózní hororové drama Thelma, byl uveden na Mezinárodním filmovém festivalu v Torontu v roce 2017 a Norsko jej vybralo jako svého kandidáta na nejlepší cizojazyčný film pro 90. ročník udílení Oscarů.
V roce 2018 natočil společně se svým bratrem Emilem dokumentární film Den andre Munch, v němž se spisovatel Karl Ove Knausgård stane s Kari Brandtzaergovou kurátorem výstavy obrazů Edvarda Munche v Munchově muzeu v Oslu. Ve filmu Joachim Trier a Knausgård navštěvují místa z Munchova života, diskutují o jeho dílech, tématech, obsesích a procesu tvorby. Bratři Trierové spojují v portrétu obou umělců Knausgårdovu neortodoxní interpretaci Munche s Knausgårdovými literárními díly. Ve stejném roce také působil jako předseda poroty sekce Semaine de la critique na filmovém festivalu v Cannes.
Dne 7. července 2021 měl na filmovém festivalu v Cannes světovou premiéru jeho film Nejhorší člověk na světě. Film sklidil velký ohlas, dostal se do soutěže o Zlatou palmu a hlavní hvězda filmu Renate Reinsve získala cenu za nejlepší ženský herecký výkon. Film byl rovněž nominován na Oscara za nejlepší původní scénář a nejlepší cizojazyčný film.

## Filmografie
| Rok  | Název                    | Jako    | Jako       | Poznámky                                      |
| Rok  | Název                    | Režisér | Scenárista |                                               |
| ---- | ------------------------ | ------- | ---------- | --------------------------------------------- |
| 2000 | Pietà                    | Ano     | Ano        | krátký film                                   |
| 2001 | Still                    | Ano     | Ano        | krátký film                                   |
| 2002 | Procter                  | Ano     | Ano        | krátký film                                   |
| 2006 | Repríza                  | Ano     | Ano        |                                               |
| 2011 | Oslo, 31. srpna          | Ano     | Ano        |                                               |
| 2015 | Hlasitější než bomby     | Ano     | Ano        | také výkonný producent                        |
| 2017 | Thelma                   | Ano     | Ano        | také výkonný producent                        |
| 2018 | Den andre Munch          | Ano     | Ne         | dokument; režíroval s Emilem Trierem          |
| 2021 | Nejhorší člověk na světě | Ano     | Ano        | Nominace – Oscar za nejlepší cizojazyčný film |